# Pouillon (Marne)
Pouillon is een gemeente in het Franse departement Marne (regio Grand Est) en telt 467 inwoners (1999). De plaats maakt deel uit van het arrondissement Reims.

## Geografie
De oppervlakte van Pouillon bedraagt 2,8 km², de bevolkingsdichtheid is 166,8 inwoners per km².
De onderstaande kaart toont de ligging van Pouillon (Marne) met de belangrijkste infrastructuur en aangrenzende gemeenten.

## Demografie
Onderstaande figuur toont het verloop van het inwonertal (bron: INSEE-tellingen).